# Stazione di Certaldo
Stazione di Certaldo vasútállomás Olaszországban, Certaldo településen.

## Vasútvonalak
Az állomást az alábbi vasútvonalak érintik:
- Toszkánai Központi Vasút

## Kapcsolódó állomások
A vasútállomáshoz az alábbi állomások vannak a legközelebb:
- Stazione di Castelfiorentino
- Barberino Val d’Elsa railway halt